# Grillby
Grillby – miejscowość (tätort) w Szwecji, w regionie administracyjnym (län) Uppsala (gmina Enköping).
Miejscowość jest położona w prowincji historycznej (landskap) Uppland ok. 12 km na wschód od Enköping przy linii kolejowej Mälarbanan. Na północ od Grillby przebiega trasa E18.
W 2010 roku Grillby liczyło 972 mieszkańców.